# گلدشت (نجف‌آباد)
گُلدَشت شهری در بخش مرکزی شهرستان نجف‌آباد استان اصفهان است. نام اول این منطقه قلعه شاه بود که پس از انقلاب به شهرک امام تبدیل گردید. این شهر تا ۱۶ بهمن ۱۳۷۰، شهرک امام نام داشت که در آن تاریخ با الحاق قلعه سفید به آن ، امکان ارتقا به شهر را پیدا کرد و نام آن به گلدشت تغییر داده‌ شد.

## منطقه گلشهر
به منطقه شهر گلدشت از ابتدای بلوار ابوذر که از حدفاصل نمایندگی سایپا و مدیران خودرو آغاز می شود و تا آخر بلوار ابوذر امتداد پیدا می کند، گفته می شود.

## قلعه سفید
امروزه روستای قلعه سفید جزئی از شهر گلدشت محسوب می شود و دارای دومحله ی بالا و پائین است.